# Benito Villegas
Benito Higinio Villegas (11 janvier 1877 - 27 avril 1952) est un maître d'échecs argentin.

## Biographie et carrière
Villegas est le premier champion du Club Argentino de Ajedrez à Buenos Aires en 1906-1907. Après la première Guerre Mondiale, il remporte le championnat d'Argentine d'échecs en 1922, et a été vice-champion en 1921 et 1923.
Benito Villegas a participé à plusieurs championnats d'échecs d'Amérique du Sud Il partage la 2e place à Montevideo, en 1921-1922 (victoire de Roberto Grau), il est 6e à Montevideo en 1925 (son compatriote Luis Palau s'impose); 7e à Mar del Plata, en 1928 (victoire de Grau); et 11e à Buenos Aires, en 1931 (victoire de Carlos Maderna), et enfin 10e à Mar del Plata , en 1934 (victoire d'Aaron Schwartzman). En 1934-1935, il termine 11e ex æquo à Buenos Aires (victoire de Luis Piazzini), et encore à égalité, 13e cette fois, à Mar del Plata, en 1936 (victoire d'Isaias Pleci). 
Pendant la seconde Guerre Mondiale, il joue plusieurs tournois internationaux à Mar del Plata Il termine 8e en 1942 (victoire de Miguel Najdorf ), 14e en 1943 (victoire de Gédéon Ståhlberg), et 16e en 1944 (victoire d'Herman Pilnik et de Najdorf). En 1944, il a également terminé 17e à La Plata; alors que Najdorf s'impose.